# Bernadetta Matuszczak
Bernadetta Matuszczak   (Toruń, 10 de març de 1931 - 3 de setembre de 2021)) va ser una compositora polonesa. Va néixer a Toruń, Polònia, i va estudiar amb Zygmunt Sitowski teoria musical i amb Irena Kurpisz-Stefanowa piano a l'Escola Superior de Música de l'Estat de Poznan. Més tard, va estudiar amb Tadeusz Szeligowski i Kazimierz Sikorski composició a l'Escola Superior de Música Estatal de Varsòvia (actual Acadèmia de Música F. Chopin). Va continuar la seva formació en composició amb Nadia Boulanger a París. Després d'acabar els seus estudis, va treballar com a compositora. Les seves obres s'han representat internacionalment.

## Honors i premis
- Premi de l'Associació de Joves Compositors Polonesos (1965)
- Premis del Concurs Grzegorz Fitelberg per a Compositors (1966)
- Concurs Musical Jeuness (1967)
- Premi Itàlia per a òpera a la ràdio (1973, 1979)

## Obres
Les obres seleccionades inclouen:
- Septem Tubae, 1969
- Julieta i Romeu, òpera de cambra, 1972
- Diari d'un ximple, monodrama d'òpera, 1976
- Musica da camera per 3 flautes, 4 timbals i 5 tom-toms (1967)
- Humanae voces (1970–71)
- Apocalipsi segons St. Joan (1976–77)
- Miniatures de ballet per a orquestra (1985)
- Notturno - Karol Szymanowski in memoriam in tres partes per cello solo (1987)
- Canticum polonum per arc (1987)
- By Night at the Old Town, pantomima basada en Isaac Leib Peretz per a veus solistes, cor i orquestra simfònica (1988)[4][5]